# KRC Genk in het seizoen 2020/21
Deze pagina beschrijft de prestaties van voetbalclub KRC Genk in het seizoen 2020/21.

## Spelerskern
| Nr.           | Naam                | Nationaliteit | Geboortedatum | Vorige club        |
| ------------- | ------------------- | ------------- | ------------- | ------------------ |
| Keepers       |                     |               |               |                    |
| 1             | Danny Vukovic       | Australië     | 27-03-1985    | Sydney FC          |
| 26            | Maarten Vandevoordt | België        | 16-02-2002    | eigen jeugd        |
| 40            | Tobe Leysen         | België        | 09-03-2002    | eigen jeugd        |
| Verdedigers   |                     |               |               |                    |
| 2             | Casper De Norre     | België        | 07-02-1997    | STVV               |
| 5             | Gerardo Arteaga     | Mexico        | 07-09-1998    | Santos Laguna      |
| 6             | Sébastien Dewaest   | België        | 27-05-1991    | Sporting Charleroi |
| 21            | Jere Uronen         | Finland       | 13-06-1994    | Helsingborgs IF    |
| 23            | Daniel Muñoz        | Colombia      | 26-05-1996    | Atlético Nacional  |
| 31            | Joakim Mæhle        | Denemarken    | 20-05-1997    | Aalborg BK         |
| 33            | Jhon Lucumí         | Colombia      | 26-06-1998    | Deportivo Cali     |
| 35            | Shawn Adewoye       | België        | 29-06-2000    | eigen jeugd        |
| 46            | Carlos Cuesta       | Colombia      | 09-03-1999    | Atlético Nacional  |
| Middenvelders |                     |               |               |                    |
| 4             | Dries Wouters       | België        | 28-01-1997    | eigen jeugd        |
| 8             | Bryan Heynen        | België        | 06-02-1997    | eigen jeugd        |
| 11            | Bastien Toma        | Zwitserland   | 24-06-1999    | FC Sion            |
| 16            | Elias Sierra        | België        | 25-08-2001    | eigen jeugd        |
| 17            | Patrik Hrošovský    | Tsjechië      | 22-04-1992    | Viktoria Plzeň     |
| 24            | Luca Oyen           | België        | 14-03-2003    | eigen jeugd        |
| 32            | Mats Møller Dæhli   | Noorwegen     | 02-03-1995    | FC St. Pauli       |
| 38            | Eboue Kouassi       | Ivoorkust     | 13-12-1997    | Celtic             |
| 42            | Kristian Thorstvedt | Noorwegen     | 13-03-1999    | Viking FK          |
| 80            | Pierre Dwomoh       | België        | 21-06-2004    | eigen jeugd        |
| Aanvallers    |                     |               |               |                    |
| 7             | Junya Ito           | Japan         | 09-03-1993    | Kashiwa Reysol     |
| 9             | Cyriel Dessers      | België        | 08-12-1994    | Heracles Almelo    |
| 10            | Theo Bongonda       | België        | 20-11-1995    | SV Zulte Waregem   |
| 14            | Benjamin Nygren     | Zweden        | 08-07-2001    | IFK Göteborg       |
| 15            | Stephen Odey        | Nigeria       | 15-01-1998    | FC Zurich          |
| 18            | Paul Onuachu        | Nigeria       | 28-05-1994    | FC Midtjylland     |
| 22            | Bryan Limbombe      | België        | 14-05-2001    | eigen jeugd        |
|               | Edon Zhegrova       | Kosovo        | 31-03-1999    | Sint-Truidense VV  |

- Aanvoerder

### Technische staf
| Functie         | Naam              | Nationaliteit | Opmerking |
| --------------- | ----------------- | ------------- | --------- |
| Coach           | John van den Brom | Nederland     |           |
| Assistent-coach | Miguel Moreira    | Portugal      |           |
| Assistent-coach | Domenico Olivieri | Italië        |           |
| Keeperstrainer  | Guy Martens       | België        |           |
| Physical coach  | Ruben Peeters     | België        |           |
| Video analist   | Peter Persoons    | België        |           |
| Team manager    | Pierre Denier     | België        |           |

#### Zomer
| Naam               | Nationaliteit  | Van/naar                 | Type           |
| ------------------ | -------------- | ------------------------ | -------------- |
| Inkomend           |                |                          |                |
| Gerardo Arteaga    | Mexico         | Santos Laguna            | Gekocht        |
| Cyriel Dessers     | België         | Heracles Almelo          | Gekocht        |
| Junya Ito          | Japan          | Kashiwa Reysol           | Optie gelicht  |
| Eboue Kouassi      | Ivoorkust      | Celtic                   | Optie gelicht  |
| Daniel Muñoz       | Colombia       | Atlético Nacional        | Gekocht        |
| Bastien Toma       | Zwitserland    | FC Sion                  | Gekocht        |
| Uitgaand           |                |                          |                |
| Gaëtan Coucke      | België         | KV Mechelen              | Verkocht       |
| Thomas Didillon    | Frankrijk      | RSC Anderlecht           | Einde huur     |
| Ianis Hagi         | Roemenië       | Rangers Football Club    | Optie gelicht  |
| Dieumerci Ndongala | Congo-Kinshasa | APOEL Nicosia            | Verkocht       |
| Jakub Piotrowski   | Polen          | Fortuna Düsseldorf       | Verkocht       |
| Vladimir Screciu   | Roemenië       | CS Universitatea Craiova | Vrije transfer |
| Dante Vanzeir      | België         | Union Sint-Gillis        | Verkocht       |
| Neto Borges        | Brazilië       | CR Vasco da Gama         | Verhuurd       |
| Joseph Paintsil    | Ghana          | Ankaragücü               | Verhuurd       |

## Uitrustingen
Shirtsponsor(s): Beobank / Carglass / ITZU / Group Bruno / Federale verzekering

Sportmerk: Nike

## Oefenwedstrijden
Hieronder een overzicht van de oefenwedstrijden die KRC Genk tijdens het seizoen 2020/21 speelde.
| Datum      | Thuis/Uit | Tegenstander                   | Score | Doelpuntenmaker(s) KRC Genk                               |
| ---------- | --------- | ------------------------------ | ----- | --------------------------------------------------------- |
| 15-07-2020 | Thuis     | Union Sint-Gillis (1B)         | 3 – 1 | Paintsil (2x), Møller Dæhli                               |
| 17-07-2020 | Thuis     | SBV Excelsior (Eerste divisie) | 4 – 1 | Bongonda (2x), Borges, Dessers                            |
| 22-07-2020 | Stage     | FC Utrecht                     | 3 – 3 | Dessers, Onuachu, Oyen                                    |
| 25-07-2020 | Stage     | AZ                             | 0 – 1 | Dessers                                                   |
| 01-08-2020 | Thuis     | RC Lens                        | 1 – 1 | Dessers                                                   |
| 01-08-2020 | Thuis     | RC Lens                        | 2 – 3 | Nygren, Odey                                              |
| 10-08-2020 | Neutraal  | RWDM (1B)                      | 3 – 2 | Adewoye, Odey, Balouk                                     |
| 16-08-2020 | Thuis     | FC Differdange 03              | 9 – 0 | Oyen, Nygren, Limbombe, Odey (3x), Adewoye, Paintsil (2x) |
| 24-08-2020 | Neutraal  | KVC Westerlo (1B)              | 2 – 2 | Oyen, Nygren                                              |
| 04-09-2020 | Neutraal  | RFC Seraing (1B)               | 6 – 1 | Bongonda (3x), Cuypers (2x), Ito                          |
| 10-10-2020 | Thuis     | Feyenoord                      | 1 – 1 | Bongonda                                                  |

## Jupiler Pro League

### Reguliere competitie

#### Wedstrijden
| Jupiler Pro League                                                                                   |                                                                              |                                           |                                                          | |                                                |
| Wedstrijddetails                                                                                     | Thuisploeg                                                                   | Uitslag                                   | Uitploeg                                                 | Opstelling | Kaarten                                        |
| Heenronde                                                                                            |                                                                              |                                           |                                                          | |                                                |
| 9 augustus 2020 16:00 Regenboogstadion Waregem Ref.: Erik Lambrechts Toeschouwers: 0                 | Zulte Waregem                                                                | 1 – 2                                     | KRC Genk                                                 | Vuković Mæhle, Cuesta, Lucumí, Uronen Muñoz, Møller Dæhli (57' Onuachu), Wouters (78' Oyen) Ito, Dessers, Nygren (64' Kouassi)                                    | 90+4' Onuachu                                  |
| 9 augustus 2020 16:00 Regenboogstadion Waregem Ref.: Erik Lambrechts Toeschouwers: 0                 | Deschacht 41'                                                                | 1 – 0 1 – 1 1 – 2                         | 73' Onuachu 79' (pen.) Dessers                           | Vuković Mæhle, Cuesta, Lucumí, Uronen Muñoz, Møller Dæhli (57' Onuachu), Wouters (78' Oyen) Ito, Dessers, Nygren (64' Kouassi)                                    | 90+4' Onuachu                                  |
| 15 augustus 2020 16:30 Luminus Arena Genk Ref.: Jasper Vergoote Toeschouwers: 0                      | KRC Genk                                                                     | 1 – 1                                     | OH Leuven                                                | Vuković Mæhle, Cuesta, Lucumí, Uronen Muñoz, Møller Dæhli (46' Onuachu), Wouters Ito, Dessers (76' Nygren), Bongonda (62' Kouassi)                                | 7' Wouters                                     |
| 15 augustus 2020 16:30 Luminus Arena Genk Ref.: Jasper Vergoote Toeschouwers: 0                      | Ito 55'                                                                      | 1 – 0 1 – 1                               | 85' Henry                                                | Vuković Mæhle, Cuesta, Lucumí, Uronen Muñoz, Møller Dæhli (46' Onuachu), Wouters Ito, Dessers (76' Nygren), Bongonda (62' Kouassi)                                | 7' Wouters                                     |
| 23 augustus 2020 13:30 Maurice Dufrasnestadion Luik Ref.: Nicolas Laforge Toeschouwers: 0            | Standard Luik                                                                | 0 – 0                                     | KRC Genk                                                 | Vuković Mæhle, Cuesta, Lucumí, Uronen Muñoz, Kouassi, Bongonda Ito, Onuachu, Dessers (86' Oyen)                                                                   | 30' Lucumí 76' Muñoz                           |
| 23 augustus 2020 13:30 Maurice Dufrasnestadion Luik Ref.: Nicolas Laforge Toeschouwers: 0            |                                                                              |                                           |                                                          | Vuković Mæhle, Cuesta, Lucumí, Uronen Muñoz, Kouassi, Bongonda Ito, Onuachu, Dessers (86' Oyen)                                                                   | 30' Lucumí 76' Muñoz                           |
| 30 augustus 2020 13:30 Luminus Arena Genk Ref.: Bram Van Driessche Toeschouwers: 0                   | KRC Genk                                                                     | 1 – 2                                     | Club Brugge                                              | Vuković Mæhle, Cuesta, Lucumí, Uronen (90+1' Arteaga) Muñoz, Kouassi (85' Nygren), Møller Dæhli (79' Oyen) Ito, Dessers, Bongonda                                 | 54' Kouassi 81' Mæhle 90' Uronen 90+6' Arteaga |
| 30 augustus 2020 13:30 Luminus Arena Genk Ref.: Bram Van Driessche Toeschouwers: 0                   | Bongonda 61' (pen.)                                                          | 0 – 1 1 – 1 1 – 2                         | 22' Vanaken 83' Badji                                    | Vuković Mæhle, Cuesta, Lucumí, Uronen (90+1' Arteaga) Muñoz, Kouassi (85' Nygren), Møller Dæhli (79' Oyen) Ito, Dessers, Bongonda                                 | 54' Kouassi 81' Mæhle 90' Uronen 90+6' Arteaga |
| 14 september 2020 20:45 Olympisch Stadion Antwerpen Ref.: Frederik Geldhof Toeschouwers: 3.200       | Beerschot                                                                    | 5 – 2                                     | KRC Genk                                                 | Vuković Mæhle, Cuesta, Lucumí, Arteaga Muñoz, Kouassi (81' Sierra), Thorstvedt (65' Oyen) Ito, Onuachu (65' Dessers), Bongonda                                    | 58' Cuesta 59' Cuesta 68' Bongonda 74' Lucumí  |
| 14 september 2020 20:45 Olympisch Stadion Antwerpen Ref.: Frederik Geldhof Toeschouwers: 3.200       | Holzhauser 12' Bourdin 49' Holzhauser 63' (pen.) Vorogovski 85' Noubissi 90' | 1 – 0 1 – 1 2 – 1 3 – 1 3 – 2 4 – 2 5 – 2 | 19' (pen.) Onuachu 76' (pen.) Dessers                    | Vuković Mæhle, Cuesta, Lucumí, Arteaga Muñoz, Kouassi (81' Sierra), Thorstvedt (65' Oyen) Ito, Onuachu (65' Dessers), Bongonda                                    | 58' Cuesta 59' Cuesta 68' Bongonda 74' Lucumí  |
| 20 september 2020 18:15 Luminus Arena Genk Ref.: Alexandre Boucaut Toeschouwers: 3.140               | KRC Genk                                                                     | 3 – 1                                     | KV Mechelen                                              | Vuković Mæhle, Muñoz, Lucumí (85' Kouassi), Arteaga Thorstvedt, Toma (85' Møller Dæhli), Hrošovský (79' Wouters) Ito, Onuachu, Oyen                               |                                                |
| 20 september 2020 18:15 Luminus Arena Genk Ref.: Alexandre Boucaut Toeschouwers: 3.140               | Onuachu 10' Ito 55' Onuachu 68'                                              | 0 – 1 1 – 1 2 – 1 3 – 1                   | 6' Mrabti                                                | Vuković Mæhle, Muñoz, Lucumí (85' Kouassi), Arteaga Thorstvedt, Toma (85' Møller Dæhli), Hrošovský (79' Wouters) Ito, Onuachu, Oyen                               |                                                |
| 28 september 2020 20:45 Luminus Arena Genk Ref.: Nicolas Laforge Toeschouwers: 2.340                 | KRC Genk                                                                     | 2 – 2                                     | KV Oostende                                              | Vandevoordt Mæhle, Cuesta, Lucumí, Uronen (90' Arteaga) Thorstvedt (75' Møller Dæhli), Toma, Hrošovský Ito, Onuachu, Oyen (58' Muñoz)                             | 48' Lucumí 56' Toma                            |
| 28 september 2020 20:45 Luminus Arena Genk Ref.: Nicolas Laforge Toeschouwers: 2.340                 | Onuachu 8' Onuachu 52' (pen.)                                                | 0 – 1 1 – 1 2 – 1 2 – 2                   | 3' McGeehan 83' Gueye                                    | Vandevoordt Mæhle, Cuesta, Lucumí, Uronen (90' Arteaga) Thorstvedt (75' Møller Dæhli), Toma, Hrošovský Ito, Onuachu, Oyen (58' Muñoz)                             | 48' Lucumí 56' Toma                            |
| 3 oktober 2020 16:15 Freethielstadion Beveren Ref.: Wim Smet Toeschouwers: 1.750                     | Waasland-Beveren                                                             | 1 – 1                                     | KRC Genk                                                 | Vandevoordt Mæhle, Cuesta, Lucumí, Uronen Thorstvedt (55' Dessers), Kouassi, Hrošovský Ito, Onuachu, Oyen (84' Muñoz)                                             | 18' Vandevoordt 39' Hrošovský 70' Ito          |
| 3 oktober 2020 16:15 Freethielstadion Beveren Ref.: Wim Smet Toeschouwers: 1.750                     | Vukotić 90+6'                                                                | 0 – 1 1 – 1                               | 67' Onuachu                                              | Vandevoordt Mæhle, Cuesta, Lucumí, Uronen Thorstvedt (55' Dessers), Kouassi, Hrošovský Ito, Onuachu, Oyen (84' Muñoz)                                             | 18' Vandevoordt 39' Hrošovský 70' Ito          |
| 18 oktober 2020 18:15 Luminus Arena Genk Ref.: Jonathan Lardot Toeschouwers: 2.743                   | KRC Genk                                                                     | 2 – 1                                     | Charleroi                                                | Vuković Muñoz, Lucumí, Cuesta Mæhle, Hrošovský, Thorstvedt (83' Wouters), Uronen (78' Arteaga) Ito, Onuachu, Bongonda (79' Kouassi)                               | 28' Ito 82' Onuachu 82' Ito 89' Hrošovský      |
| 18 oktober 2020 18:15 Luminus Arena Genk Ref.: Jonathan Lardot Toeschouwers: 2.743                   | Onuachu 25' Mæhle 63'                                                        | 1 – 0 1 – 1 2 – 1                         | 48' Berahino                                             | Vuković Muñoz, Lucumí, Cuesta Mæhle, Hrošovský, Thorstvedt (83' Wouters), Uronen (78' Arteaga) Ito, Onuachu, Bongonda (79' Kouassi)                               | 28' Ito 82' Onuachu 82' Ito 89' Hrošovský      |
| 26 oktober 2020 20:45 Ghelamco Arena Gent Ref.: Jan Boterberg Toeschouwers: 0                        | AA Gent                                                                      | 1 – 2                                     | KRC Genk                                                 | Vuković Muñoz, Lucumí, Cuesta Mæhle, Hrošovský, Thorstvedt (72' Kouassi), Uronen Toma (52' Wouters), Onuachu (78' Dessers), Bongonda                              | 58' Muñoz 65' Uronen                           |
| 26 oktober 2020 20:45 Ghelamco Arena Gent Ref.: Jan Boterberg Toeschouwers: 0                        | Castro-Montes 24'                                                            | 1 – 0 1 – 1 1 – 2                         | 40' Bongonda 84' Hrošovský                               | Vuković Muñoz, Lucumí, Cuesta Mæhle, Hrošovský, Thorstvedt (72' Kouassi), Uronen Toma (52' Wouters), Onuachu (78' Dessers), Bongonda                              | 58' Muñoz 65' Uronen                           |
| 30 oktober 2020 20:45 Luminus Arena Genk Ref.: Bram Van Driessche Toeschouwers: 0                    | KRC Genk                                                                     | 4 – 0                                     | KAS Eupen                                                | Vuković Muñoz, Lucumí, Cuesta Mæhle, Hrošovský (68' Heynen), Wouters, Uronen Dessers (61' Thorstvedt), Onuachu (75' Ito), Bongonda                                | 81' Wouters                                    |
| 30 oktober 2020 20:45 Luminus Arena Genk Ref.: Bram Van Driessche Toeschouwers: 0                    | Onuachu 6' (pen.) Dessers 47' Bongonda 74' Bongonda 82'                      | 1 – 0 2 – 0 3 – 0 4 – 0                   |                                                          | Vuković Muñoz, Lucumí, Cuesta Mæhle, Hrošovský (68' Heynen), Wouters, Uronen Dessers (61' Thorstvedt), Onuachu (75' Ito), Bongonda                                | 81' Wouters                                    |
| 7 november 2020 20:45 Stayen Sint-Truiden Ref.: Erik Lambrechts Toeschouwers: 0                      | STVV                                                                         | 1 – 2                                     | KRC Genk                                                 | Vuković Muñoz, Lucumí, Cuesta Mæhle, Hrošovský (73' Heynen), Wouters (30' Thorstvedt), Uronen Ito, Onuachu (86' Kouassi), Bongonda                                | 49' Thorstvedt 81' Bongonda                    |
| 7 november 2020 20:45 Stayen Sint-Truiden Ref.: Erik Lambrechts Toeschouwers: 0                      | Suzuki 28'                                                                   | 0 – 1 1 – 1 1 – 2                         | 4' Bongonda 31' Bongonda                                 | Vuković Muñoz, Lucumí, Cuesta Mæhle, Hrošovský (73' Heynen), Wouters (30' Thorstvedt), Uronen Ito, Onuachu (86' Kouassi), Bongonda                                | 49' Thorstvedt 81' Bongonda                    |
| 22 november 2020 20:45 Luminus Arena Genk Ref.: Nicolas Laforge Toeschouwers: 0                      | KRC Genk                                                                     | 4 – 1                                     | Excel Moeskroen                                          | Vuković Muñoz, Lucumí, Cuesta Mæhle, Heynen (80' Thorstvedt), Hrošovský, Uronen Ito (84' Oyen), Onuachu (87' Dessers), Bongonda                                   | 39' Onuachu                                    |
| 22 november 2020 20:45 Luminus Arena Genk Ref.: Nicolas Laforge Toeschouwers: 0                      | Ito 45+2' Bongonda 55' Onuachu 63' Bongonda 81'                              | 0 – 1 1 – 1 2 – 1 3 – 1 4 – 1             | 34' Da Costa                                             | Vuković Muñoz, Lucumí, Cuesta Mæhle, Heynen (80' Thorstvedt), Hrošovský, Uronen Ito (84' Oyen), Onuachu (87' Dessers), Bongonda                                   | 39' Onuachu                                    |
| 28 november 2020 18:30 Jan Breydelstadion Brugge Ref.: Kevin Van Damme Toeschouwers: 0               | Cercle Brugge                                                                | 1 – 5                                     | KRC Genk                                                 | Vuković Muñoz, Lucumí, Cuesta Mæhle, Hrošovský, Heynen (77' Kouassi), Uronen Ito, Onuachu (77' Dessers), Bongonda (82' Oyen)                                      |                                                |
| 28 november 2020 18:30 Jan Breydelstadion Brugge Ref.: Kevin Van Damme Toeschouwers: 0               | Hotić 51'                                                                    | 0 – 1 0 – 2 0 – 3 0 – 4 1 – 4 1 – 5       | 9' Onuachu 16' Ito 30' Heynen 38' Onuachu 74' Bongonda   | Vuković Muñoz, Lucumí, Cuesta Mæhle, Hrošovský, Heynen (77' Kouassi), Uronen Ito, Onuachu (77' Dessers), Bongonda (82' Oyen)                                      |                                                |
| 6 december 2020 13:30 Luminus Arena Genk Ref.: Bram Van Driessche Toeschouwers: 0                    | KRC Genk                                                                     | 4 – 2                                     | Antwerp                                                  | Vuković Muñoz, Lucumí, Cuesta Mæhle, Hrošovský, Heynen, Uronen Ito (90+2' Limbombe), Onuachu (81' Dessers), Bongonda (90+2' Kouassi)                              | 45' Uronen                                     |
| 6 december 2020 13:30 Luminus Arena Genk Ref.: Bram Van Driessche Toeschouwers: 0                    | Onuachu 19' Onuachu 23' Bongonda 59' Dessers 88'                             | 0 – 1 1 – 1 2 – 1 3 – 1 3 – 2 4 – 2       | 3' Miyoshi 83' Mbokani                                   | Vuković Muñoz, Lucumí, Cuesta Mæhle, Hrošovský, Heynen, Uronen Ito (90+2' Limbombe), Onuachu (81' Dessers), Bongonda (90+2' Kouassi)                              | 45' Uronen                                     |
| 11 december 2020 20:45 Lotto Park Anderlecht Ref.: Nathan Verboomen Toeschouwers: 0                  | Anderlecht                                                                   | 1 – 0                                     | KRC Genk                                                 | Vuković Muñoz, Lucumí, Cuesta (45+4' Wouters) Mæhle, Hrošovský (68' Dessers), Heynen, Uronen Ito, Onuachu, Bongonda (79' Oyen)                                    | 67' Lucumí 79' Onuachu 83' Dessers             |
| 11 december 2020 20:45 Lotto Park Anderlecht Ref.: Nathan Verboomen Toeschouwers: 0                  | Nmecha 59' (pen.)                                                            | 1 – 0                                     |                                                          | Vuković Muñoz, Lucumí, Cuesta (45+4' Wouters) Mæhle, Hrošovský (68' Dessers), Heynen, Uronen Ito, Onuachu, Bongonda (79' Oyen)                                    | 67' Lucumí 79' Onuachu 83' Dessers             |
| 19 december 2020 20:45 Luminus Arena Genk Ref.: Alexandre Boucaut Toeschouwers: 0                    | KRC Genk                                                                     | 2 – 0                                     | KV Kortrijk                                              | Vuković Muñoz, Lucumí, Arteaga Kouassi, Hrošovský (82' Thorstvedt), Heynen (88' Dwomoh), Uronen Ito, Onuachu, Bongonda                                            | 35' Hrošovský                                  |
| 19 december 2020 20:45 Luminus Arena Genk Ref.: Alexandre Boucaut Toeschouwers: 0                    | Arteaga 1' Bongonda 78'                                                      | 1 – 0 2 – 0                               |                                                          | Vuković Muñoz, Lucumí, Arteaga Kouassi, Hrošovský (82' Thorstvedt), Heynen (88' Dwomoh), Uronen Ito, Onuachu, Bongonda                                            | 35' Hrošovský                                  |
| Terugronde                                                                                           |                                                                              |                                           |                                                          | |                                                |
| 6 januari 2021 20:45 Kehrwegstadion Eupen Ref.: Bram Van Driessche Toeschouwers: 0                   | KAS Eupen                                                                    | 1 – 4                                     | KRC Genk                                                 | Vuković Muñoz, Cuesta, Lucumí, Uronen Heynen, Toma (63' Hrošovský), Kouassi (69' Thorstvedt) Ito, Onuachu (69' Dessers), Bongonda (78' Limbombe)                  | 45+1' Kouassi                                  |
| 6 januari 2021 20:45 Kehrwegstadion Eupen Ref.: Bram Van Driessche Toeschouwers: 0                   | Peeters 14'                                                                  | 0 – 1 1 – 1 1 – 2 1 – 3 1 – 4             | 9' Ito 42' Onuachu 48' (pen.) Onuachu 60' (pen.) Onuachu | Vuković Muñoz, Cuesta, Lucumí, Uronen Heynen, Toma (63' Hrošovský), Kouassi (69' Thorstvedt) Ito, Onuachu (69' Dessers), Bongonda (78' Limbombe)                  | 45+1' Kouassi                                  |
| 27 december 2020 16:00 Luminus Arena Genk Ref.: Kevin Van Damme Toeschouwers: 0                      | KRC Genk                                                                     | 1 – 1                                     | Waasland-Beveren                                         | Vuković Muñoz, Cuesta, Lucumí, Arteaga (72' Limbombe) Hrošovský (55' Thorstvedt), Heynen, Uronen Ito, Onuachu (84' Dessers), Bongonda                             |                                                |
| 27 december 2020 16:00 Luminus Arena Genk Ref.: Kevin Van Damme Toeschouwers: 0                      | Onuachu 24'                                                                  | 1 – 0 1 – 1                               | 45+2' Koita                                              | Vuković Muñoz, Cuesta, Lucumí, Arteaga (72' Limbombe) Hrošovský (55' Thorstvedt), Heynen, Uronen Ito, Onuachu (84' Dessers), Bongonda                             |                                                |
| 16 januari 2021 18:30 Le Canonnier Moeskroen Ref.: Jasper Vergoote Toeschouwers: 0                   | Excel Moeskroen                                                              | 2 – 0                                     | KRC Genk                                                 | Vuković Muñoz, Cuesta, Lucumí, Uronen (71' Arteaga) Preciado (53' Toma), Heynen, Hrošovský Ito, Onuachu (78' Dessers), Bongonda                                   | 36' Cuesta 61' Bongonda 80' Hrošovský          |
| 16 januari 2021 18:30 Le Canonnier Moeskroen Ref.: Jasper Vergoote Toeschouwers: 0                   | Olinga 28' Tabekou 71'                                                       | 1 – 0 2 – 0                               |                                                          | Vuković Muñoz, Cuesta, Lucumí, Uronen (71' Arteaga) Preciado (53' Toma), Heynen, Hrošovský Ito, Onuachu (78' Dessers), Bongonda                                   | 36' Cuesta 61' Bongonda 80' Hrošovský          |
| 24 januari 2021 13:30 Jan Breydelstadion Brugge Ref.: Lawrence Visser Toeschouwers: 0                | Club Brugge                                                                  | 3 – 2                                     | KRC Genk                                                 | Vuković Muñoz, Cuesta, McKenzie Preciado, Heynen, Toma (62' Thorstvedt), Arteaga Ito, Onuachu (75' Dessers), Bongonda (84' Oyen)                                  | 90+3' Thorstvedt                               |
| 24 januari 2021 13:30 Jan Breydelstadion Brugge Ref.: Lawrence Visser Toeschouwers: 0                | Dost 7' Vormer 65' Mechele 77'                                               | 1 – 0 1 – 1 1 – 2 2 – 2 3 – 2             | 24' Ito 34' Toma                                         | Vuković Muñoz, Cuesta, McKenzie Preciado, Heynen, Toma (62' Thorstvedt), Arteaga Ito, Onuachu (75' Dessers), Bongonda (84' Oyen)                                  | 90+3' Thorstvedt                               |
| 27 januari 2021 18:45 Luminus Arena Genk Ref.: Alexandre Boucaut Toeschouwers: 0                     | KRC Genk                                                                     | 3 – 2                                     | Zulte Waregem                                            | Vuković Muñoz, Cuesta, Lucumí, Uronen Preciado (68' McKenzie), Heynen (78' Hrošovský), Thorstvedt Ito (84' Dwomoh), Onuachu, Toma (77' Dessers)                   |                                                |
| 27 januari 2021 18:45 Luminus Arena Genk Ref.: Alexandre Boucaut Toeschouwers: 0                     | Onuachu 45+1' Onuachu 52' Ito 67'                                            | 1 – 0 2 – 0 3 – 0 3 – 1 3 – 2             | 72' De Bock 88' (pen.) Bruno                             | Vuković Muñoz, Cuesta, Lucumí, Uronen Preciado (68' McKenzie), Heynen (78' Hrošovský), Thorstvedt Ito (84' Dwomoh), Onuachu, Toma (77' Dessers)                   |                                                |
| 30 januari 2021 16:45 AFAS-stadion Achter de Kazerne Mechelen Ref.: Christof Dierick Toeschouwers: 0 | KV Mechelen                                                                  | 0 – 0                                     | KRC Genk                                                 | Vuković Preciado (64' Muñoz), McKenzie, Lucumí, Arteaga Thorstvedt, Heynen, Toma Ito (77' Oyen), Onuachu, Bongonda                                                | 9' Preciado 51' Thorstvedt 90+2' Heynen        |
| 30 januari 2021 16:45 AFAS-stadion Achter de Kazerne Mechelen Ref.: Christof Dierick Toeschouwers: 0 |                                                                              |                                           |                                                          | Vuković Preciado (64' Muñoz), McKenzie, Lucumí, Arteaga Thorstvedt, Heynen, Toma Ito (77' Oyen), Onuachu, Bongonda                                                | 9' Preciado 51' Thorstvedt 90+2' Heynen        |
| 7 februari 2021 18:15 Luminus Arena Genk Ref.: Bram Van Driessche Toeschouwers: 0                    | KRC Genk                                                                     | 1 – 2                                     | Anderlecht                                               | Vuković Muñoz, Cuesta, Lucumí Preciado (46' Toma), Heynen, Thorstvedt (84' Dessers), Arteaga Ito, Onuachu, Bongonda                                               | 49' Heynen 54' Arteaga 90+1' Lucumí            |
| 7 februari 2021 18:15 Luminus Arena Genk Ref.: Bram Van Driessche Toeschouwers: 0                    | Bongonda 2'                                                                  | 1 – 0 1 – 1 1 – 2                         | 19' (e.d.) Vuković 22' El Hadj                           | Vuković Muñoz, Cuesta, Lucumí Preciado (46' Toma), Heynen, Thorstvedt (84' Dessers), Arteaga Ito, Onuachu, Bongonda                                               | 49' Heynen 54' Arteaga 90+1' Lucumí            |
| 21 januari 2021 21:00 Luminus Arena Genk Ref.: Nicolas Laforge Toeschouwers: 0                       | KRC Genk                                                                     | 1 – 1                                     | AA Gent                                                  | Vuković Muñoz, Cuesta, Lucumí Preciado, Heynen, Toma (85' Dessers), Arteaga Ito (85' Kouassi), Onuachu (31' Thorstvedt), Bongonda                                 | 12' Cuesta 25' Toma 46' Vuković                |
| 21 januari 2021 21:00 Luminus Arena Genk Ref.: Nicolas Laforge Toeschouwers: 0                       | Onuachu 7'                                                                   | 1 – 0 1 – 1                               | 45+33' Jaremtsjoek                                       | Vuković Muñoz, Cuesta, Lucumí Preciado, Heynen, Toma (85' Dessers), Arteaga Ito (85' Kouassi), Onuachu (31' Thorstvedt), Bongonda                                 | 12' Cuesta 25' Toma 46' Vuković                |
| 17 februari 2021(1) 19:00 Diaz Arena Oostende Ref.: Wim Smet Toeschouwers: 0                         | KV Oostende                                                                  | 3 – 1                                     | KRC Genk                                                 | Vandevoordt Muñoz (77' Oyen), Cuesta (36' Lucumí), McKenzie, Uronen Toma, Heynen , Thorstvedt (64' Dessers) Ito (77' Preciado), Onuachu, Bongonda                 | 26' Cuesta 90+1' McKenzie                      |
| 17 februari 2021(1) 19:00 Diaz Arena Oostende Ref.: Wim Smet Toeschouwers: 0                         | Gueye 22' (pen.) Gueye 26' (pen.) Theate 58'                                 | 0 – 1 1 – 1 2 – 1 3 – 1                   | 10' (pen.) Onuachu                                       | Vandevoordt Muñoz (77' Oyen), Cuesta (36' Lucumí), McKenzie, Uronen Toma, Heynen , Thorstvedt (64' Dessers) Ito (77' Preciado), Onuachu, Bongonda                 | 26' Cuesta 90+1' McKenzie                      |
| 21 februari 2021 18:15 Luminus Arena Genk Ref.: Bert Put Toeschouwers: 0                             | KRC Genk                                                                     | 1 – 2                                     | Beerschot                                                | Vandevoordt Muñoz, McKenzie, Lucumí, Arteaga Toma (55' Oyen), Heynen , Hrošovský Ito, Onuachu, Bongonda (71' Dessers)                                             | 66' Bongonda 81' Muñoz                         |
| 21 februari 2021 18:15 Luminus Arena Genk Ref.: Bert Put Toeschouwers: 0                             | Hrošovský 90+3'                                                              | 0 – 1 0 – 2 1 – 2                         | 65' Van den Bergh 82' (pen.) Holzhauser                  | Vandevoordt Muñoz, McKenzie, Lucumí, Arteaga Toma (55' Oyen), Heynen , Hrošovský Ito, Onuachu, Bongonda (71' Dessers)                                             | 66' Bongonda 81' Muñoz                         |
| 26 februari 2021 20:45 Stade du Pays de Charleroi Charleroi Ref.: Jan Boterberg Toeschouwers: 0      | Charleroi                                                                    | 1 – 2                                     | KRC Genk                                                 | Vandevoordt Muñoz, Cuesta, Lucumí, Arteaga Thorstvedt (90+3' McKenzie), Heynen , Hrošovský Ito, Onuachu (80' Dessers), Oyen (70' Bongonda)                        | 59' Heynen 77' Thorstvedt                      |
| 26 februari 2021 20:45 Stade du Pays de Charleroi Charleroi Ref.: Jan Boterberg Toeschouwers: 0      | Gholizadeh 53'                                                               | 0 – 1 1 – 1 1 – 2                         | 17' (pen.) Onuachu 83' Thorstvedt                        | Vandevoordt Muñoz, Cuesta, Lucumí, Arteaga Thorstvedt (90+3' McKenzie), Heynen , Hrošovský Ito, Onuachu (80' Dessers), Oyen (70' Bongonda)                        | 59' Heynen 77' Thorstvedt                      |
| 7 maart 2021 20:45 Luminus Arena Genk Ref.: Alexandre Boucaut Toeschouwers: 0                        | KRC Genk                                                                     | 2 – 0                                     | Cercle Brugge                                            | Vandevoordt Muñoz, Cuesta, Lucumí, Arteaga Thorstvedt (79' Toma), Heynen , Hrošovský Ito, Onuachu (65' Dessers), Bongonda                                         | 37' Heynen                                     |
| 7 maart 2021 20:45 Luminus Arena Genk Ref.: Alexandre Boucaut Toeschouwers: 0                        | Onuachu 9' Ito 24'                                                           | 1 – 0 2 – 0                               |                                                          | Vandevoordt Muñoz, Cuesta, Lucumí, Arteaga Thorstvedt (79' Toma), Heynen , Hrošovský Ito, Onuachu (65' Dessers), Bongonda                                         | 37' Heynen                                     |
| 9 januari 2021 18:30 Guldensporenstadion Kortrijk Ref.: Wesli De Cremer Toeschouwers: 0              | KV Kortrijk                                                                  | 2 – 1                                     | KRC Genk                                                 | Vuković Muñoz, Cuesta, Lucumí, Uronen (80' Limbombe) Heynen, Toma (61' Hrošovský), Kouassi (61' Dessers) Ito, Onuachu, Bongonda                                   | 60' Kouassi 73' Ito                            |
| 9 januari 2021 18:30 Guldensporenstadion Kortrijk Ref.: Wesli De Cremer Toeschouwers: 0              | Guèye 23' Guèye 54'                                                          | 1 – 0 1 – 1 2 – 1                         | 41' Onuachu                                              | Vuković Muñoz, Cuesta, Lucumí, Uronen (80' Limbombe) Heynen, Toma (61' Hrošovský), Kouassi (61' Dessers) Ito, Onuachu, Bongonda                                   | 60' Kouassi 73' Ito                            |
| 19 maart 2021 20:45 Luminus Arena Genk Ref.: Erik Lambrechts Toeschouwers: 0                         | KRC Genk                                                                     | 2 – 2                                     | Standard Luik                                            | Vandevoordt Muñoz, Cuesta, Lucumí, Arteaga Hrošovský, Thorstvedt, Heynen (45' Oyen) Ito, Onuachu (85' Dessers), Bongonda                                          | 36' Lucumí 44' Ito                             |
| 19 maart 2021 20:45 Luminus Arena Genk Ref.: Erik Lambrechts Toeschouwers: 0                         | Ito 59' Ito 72'                                                              | 0 – 1 1 – 1 2 – 1 2 – 2                   | 52' Klauss 81' Muleka                                    | Vandevoordt Muñoz, Cuesta, Lucumí, Arteaga Hrošovský, Thorstvedt, Heynen (45' Oyen) Ito, Onuachu (85' Dessers), Bongonda                                          | 36' Lucumí 44' Ito                             |
| 5 april 2021 13:30 King Power at Den Dreef Stadion Heverlee Ref.: Jan Boterberg Toeschouwers: 0      | OH Leuven                                                                    | 2 – 3                                     | KRC Genk                                                 | Vandevoordt Muñoz, Cuesta, McKenzie, Arteaga Hrošovský, Thorstvedt, Heynen (90' Toma) Ito, Onuachu (89' Dessers), Bongonda                                        |                                                |
| 5 april 2021 13:30 King Power at Den Dreef Stadion Heverlee Ref.: Jan Boterberg Toeschouwers: 0      | Mercier 74' Henry 90+2'                                                      | 0 – 1 1 – 1 1 – 2 1 – 3 2 – 3             | 7' Thorstvedt 81' Bongonda 83' Onuachu                   | Vandevoordt Muñoz, Cuesta, McKenzie, Arteaga Hrošovský, Thorstvedt, Heynen (90' Toma) Ito, Onuachu (89' Dessers), Bongonda                                        |                                                |
| 11 april 2021 13:30 Luminus Arena Genk Ref.: Alexandre Boucaut Toeschouwers: 0                       | KRC Genk                                                                     | 4 – 0                                     | STVV                                                     | Vandevoordt Muñoz, Cuesta (46' McKenzie), Lucumí, Arteaga Hrošovský, Thorstvedt (68' Toma), Heynen (76' Oyen) Ito (60' Preciado), Onuachu (68' Dessers), Bongonda |                                                |
| 11 april 2021 13:30 Luminus Arena Genk Ref.: Alexandre Boucaut Toeschouwers: 0                       | Bongonda 21' Heynen 24' Thorstvedt 35' Onuachu 53'                           | 1 – 0 2 – 0 3 – 0 4 – 0                   |                                                          | Vandevoordt Muñoz, Cuesta (46' McKenzie), Lucumí, Arteaga Hrošovský, Thorstvedt (68' Toma), Heynen (76' Oyen) Ito (60' Preciado), Onuachu (68' Dessers), Bongonda |                                                |
| 17 april 2021 20:45 Bosuilstadion Antwerpen Ref.: Lothar D'hondt Toeschouwers: 50                    | Antwerp                                                                      | 3 – 2                                     | KRC Genk                                                 | Vandevoordt Muñoz, Cuesta, Lucumí, Arteaga Hrošovský, Thorstvedt, Heynen Preciado (82' Kouassi), Onuachu (67' Dessers), Bongonda                                  | 31' Heynen                                     |
| 17 april 2021 20:45 Bosuilstadion Antwerpen Ref.: Lothar D'hondt Toeschouwers: 50                    | Lamkel Zé 69' Mbokani 90' Batubinsika 90+2'                                  | 0 – 1 0 – 2 1 – 2 2 – 2 3 – 2             | 22' Onuachu 64' (pen.) Onuachu                           | Vandevoordt Muñoz, Cuesta, Lucumí, Arteaga Hrošovský, Thorstvedt, Heynen Preciado (82' Kouassi), Onuachu (67' Dessers), Bongonda                                  | 31' Heynen                                     |

(1): Deze wedstrijd stond oorspronkelijk gepland op 13 februari, maar werd uitgesteld omwille van de onbespeelbaarheid van het veld door de aanhoudende vrieskou.

#### Overzicht
| Speeldag  | 1 | 2 | 3 | 4  | 5  | 6 | 7  | 8  | 9  | 10 | 11 | 12 | 13 | 14 | 15 | 16 | 17 | 18 | 19 | 20 | 21 | 22 | 23 | 24 | 25 | 26 | 27 | 28 | 29 | 30 | 31 | 32 | 33 | 34 |
| --------- | - | - | - | -- | -- | - | -- | -- | -- | -- | -- | -- | -- | -- | -- | -- | -- | -- | -- | -- | -- | -- | -- | -- | -- | -- | -- | -- | -- | -- | -- | -- | -- | -- |
| Resultaat | w | g | g | v  | v  | w | g  | g  | w  | w  | w  | w  | w  | w  | w  | v  | w  | w  | g  | v  | v  | w  | g  | v  | g  | v  | v  | w  | w  | v  | g  | w  | w  | v  |
| Punten    | 3 | 4 | 5 | 5  | 5  | 8 | 9  | 10 | 13 | 16 | 19 | 22 | 25 | 28 | 31 | 31 | 34 | 38 | 35 | 38 | 39 | 42 | 43 | 43 | 39 | 43 | 43 | 46 | 49 | 38 | 50 | 53 | 56 | 56 |
| Positie   | 4 | 5 | 6 | 10 | 14 | 9 | 11 | 11 | 11 | 8  | 7  | 4  | 3  | 2  | 1  | 2  | 1  | 2  | 2  | 2  | 2  | 2  | 3  | 3  | 2  | 3  | 3  | 3  | 3  | 2  | 3  | 3  | 3  | 4  |

#### Klassement
| Pos | Team               | Wed | W  | G  | V  | Ptn | DV | DT | +/− |      |
| --- | ------------------ | --- | -- | -- | -- | --- | -- | -- | --- | ---- |
| 1   | Club Brugge        | 34  | 24 | 4  | 6  | 76  | 73 | 26 | +47 | PO 1 |
| 2   | Antwerp FC         | 34  | 18 | 6  | 10 | 60  | 57 | 48 | +9  | PO 1 |
| 3   | RSC Anderlecht     | 34  | 15 | 13 | 6  | 58  | 51 | 34 | +17 | PO 1 |
| 4   | KRC Genk           | 34  | 16 | 8  | 10 | 56  | 67 | 48 | +19 | PO 1 |
| 5   | KV Oostende        | 34  | 15 | 8  | 11 | 53  | 49 | 41 | +8  | PO 2 |
| 6   | Standard Luik      | 34  | 13 | 11 | 10 | 50  | 52 | 41 | +11 | PO 2 |
| 7   | KAA Gent           | 34  | 14 | 7  | 13 | 49  | 55 | 42 | +13 | PO 2 |
| 8   | KV Mechelen        | 34  | 13 | 9  | 12 | 48  | 54 | 54 | 0   | PO 2 |
| 9   | Beerschot VA       | 34  | 14 | 5  | 15 | 47  | 58 | 64 | −6  |      |
| 10  | SV Zulte Waregem   | 34  | 14 | 4  | 16 | 46  | 53 | 69 | −16 |      |
| 11  | OH Leuven          | 34  | 12 | 9  | 13 | 45  | 54 | 59 | −5  |      |
| 12  | KAS Eupen          | 34  | 10 | 13 | 11 | 43  | 44 | 55 | −11 |      |
| 13  | Sporting Charleroi | 34  | 11 | 9  | 14 | 42  | 46 | 49 | −3  |      |
| 14  | KV Kortrijk        | 34  | 11 | 6  | 17 | 39  | 44 | 57 | −13 |      |
| 15  | STVV               | 34  | 10 | 8  | 16 | 38  | 41 | 52 | −11 |      |
| 16  | Cercle Brugge      | 34  | 11 | 3  | 20 | 36  | 40 | 51 | −11 |      |
| 17  | Waasland-Beveren   | 34  | 8  | 7  | 19 | 31  | 44 | 70 | −26 |      |
| 18  | Excel Moeskroen    | 34  | 7  | 10 | 17 | 31  | 32 | 54 | −22 |      |

PO 1: Champions play-off, PO 2: Europa League play-off, : Testwedstrijden voor degradatie tegen tweede uit eerste klasse B, : Degradeert na dit seizoen naar eerste klasse B

### Champions' play-off

#### Wedstrijden
| Champions' play offs                                                                |                                                          |                               |                                       | |                              |
| Wedstrijddetails                                                                    | Thuisploeg                                               | Uitslag                       | Uitploeg                              | Opstelling | Kaarten                      |
| Heenronde                                                                           |                                                          |                               |                                       | |                              |
| 30 april 2021 20:45 Bosuilstadion Antwerpen Ref.: Nicolas Laforge Toeschouwers: 50  | Antwerp                                                  | 2 – 3                         | KRC Genk                              | Vandevoordt Muñoz, Cuesta, Lucumí, Arteaga Toma (89' McKenzie), Thorstvedt, Hrošovský Ito, Onuachu, Bongonda                                                       | 82' Arteaga                  |
| 30 april 2021 20:45 Bosuilstadion Antwerpen Ref.: Nicolas Laforge Toeschouwers: 50  | Le Marchand 57' Miyoshi 61'                              | 0 – 1 1 – 1 2 – 1 2 – 2 2 – 3 | 20' Bongonda 73' Onuachu 88' Bongonda | Vandevoordt Muñoz, Cuesta, Lucumí, Arteaga Toma (89' McKenzie), Thorstvedt, Hrošovský Ito, Onuachu, Bongonda                                                       | 82' Arteaga                  |
| 7 mei 2021 20:45 Luminus Arena Genk Ref.: Lawrence Visser Toeschouwers: 0           | KRC Genk                                                 | 3 – 0                         | Club Brugge                           | Vandevoordt Muñoz, Cuesta, Lucumí (89' McKenzie), Arteaga Heynen , Thorstvedt, Hrošovský Ito, Onuachu (90+3' Dessers), Bongonda                                    | 68' Onuachu                  |
| 7 mei 2021 20:45 Luminus Arena Genk Ref.: Lawrence Visser Toeschouwers: 0           | Onuachu 57' Ito 74' Thorstvedt 75'                       | 1 – 0 2 – 0 3 – 0             |                                       | Vandevoordt Muñoz, Cuesta, Lucumí (89' McKenzie), Arteaga Heynen , Thorstvedt, Hrošovský Ito, Onuachu (90+3' Dessers), Bongonda                                    | 68' Onuachu                  |
| 12 mei 2021 20:45 Luminus Arena Genk Ref.: Nathan Verboomen Toeschouwers: 0         | KRC Genk                                                 | 1 – 1                         | Anderlecht                            | Vandevoordt Muñoz, Cuesta, Lucumí, Arteaga Heynen , Thorstvedt, Hrošovský Ito, Onuachu, Bongonda                                                                   | 45+1' Muñoz 62' Hrošovský    |
| 12 mei 2021 20:45 Luminus Arena Genk Ref.: Nathan Verboomen Toeschouwers: 0         | Onuachu 67'                                              | 0 – 1 1 – 1                   | 33' El Hadj                           | Vandevoordt Muñoz, Cuesta, Lucumí, Arteaga Heynen , Thorstvedt, Hrošovský Ito, Onuachu, Bongonda                                                                   | 45+1' Muñoz 62' Hrošovský    |
| Terugronde                                                                          |                                                          |                               |                                       | |                              |
| 15 mei 2021 20:45 Lotto Park Anderlecht Ref.: Jonathan Lardot Toeschouwers: 0       | Anderlecht                                               | 1 – 2                         | KRC Genk                              | Vandevoordt Muñoz, Cuesta (69' Lucumí), McKenzie, Arteaga Heynen , Thorstvedt (81' Oyen), Hrošovský Ito, Onuachu (76' Dessers), Bongonda                           | 50' Hrošovský 90+5' Bongonda |
| 15 mei 2021 20:45 Lotto Park Anderlecht Ref.: Jonathan Lardot Toeschouwers: 0       | Nmecha 31'                                               | 0 – 1 1 – 1 1 – 2             | 16' Onuachu 86' Dessers               | Vandevoordt Muñoz, Cuesta (69' Lucumí), McKenzie, Arteaga Heynen , Thorstvedt (81' Oyen), Hrošovský Ito, Onuachu (76' Dessers), Bongonda                           | 50' Hrošovský 90+5' Bongonda |
| 20 mei 2021 18:30 Luminus Arena Genk Ref.: Jan Boterberg Toeschouwers: 0            | KRC Genk                                                 | 4 – 0                         | Antwerp                               | Vandevoordt Muñoz, Lucumí, McKenzie, Arteaga Heynen , Thorstvedt, Hrošovský (82' Toma) Ito, Onuachu (74' Dessers), Bongonda (79' Oyen)                             |                              |
| 20 mei 2021 18:30 Luminus Arena Genk Ref.: Jan Boterberg Toeschouwers: 0            | Thorstvedt 43' Thorstvedt 49' Thorstvedt 64' Dessers 75' | 1 – 0 2 – 0 3 – 0 4 – 0       |                                       | Vandevoordt Muñoz, Lucumí, McKenzie, Arteaga Heynen , Thorstvedt, Hrošovský (82' Toma) Ito, Onuachu (74' Dessers), Bongonda (79' Oyen)                             |                              |
| 23 mei 2021 18:30 Jan Breydelstadion Brugge Ref.: Kevin Van Damme Toeschouwers: 500 | Club Brugge                                              | 1 – 2                         | KRC Genk                              | Vandevoordt Muñoz (46' Preciado), Lucumí, McKenzie, Arteaga Heynen , Thorstvedt (59' Toma), Hrošovský (74' Kouassi) Ito (58' Uronen), Dessers, Bongonda (46' Oyen) |                              |
| 23 mei 2021 18:30 Jan Breydelstadion Brugge Ref.: Kevin Van Damme Toeschouwers: 500 | Vormer 80'                                               | 0 – 1 1 – 1 1 – 2             | 61' Toma 85' (pen.) Dessers           | Vandevoordt Muñoz (46' Preciado), Lucumí, McKenzie, Arteaga Heynen , Thorstvedt (59' Toma), Hrošovský (74' Kouassi) Ito (58' Uronen), Dessers, Bongonda (46' Oyen) |                              |

#### Overzicht
| Speeldag  | 1  | 2  | 3  | 4  | 5  | 6  |
| --------- | -- | -- | -- | -- | -- | -- |
| Resultaat | w  | w  | g  | w  | w  | w  |
| Punten    | 31 | 34 | 35 | 38 | 41 | 44 |
| Positie   | 2  | 2  | 2  | 2  | 2  | 2  |

#### Klassement
| Pos | Team            | Wed | W | G | V | Ptn | DV | DT | +/− |                                     |
| --- | --------------- | --- | - | - | - | --- | -- | -- | --- | ----------------------------------- |
| 1   | Club Brugge (K) | 6   | 1 | 3 | 2 | 44  | 8  | 11 | −3  | Groepsfase Champions League         |
| 2   | KRC Genk (C)    | 6   | 5 | 1 | 0 | 44  | 15 | 5  | +10 | Voorrondes Champions League         |
| 3   | Antwerp FC      | 6   | 1 | 2 | 3 | 35  | 6  | 11 | −5  | Voorrondes Europa League *          |
| 4   | RSC Anderlecht  | 6   | 0 | 4 | 2 | 33  | 9  | 11 | −2  | Voorrondes Europa Conference League |

## Beker van België
| Beker van België                                                                             |                                                     |                               |                               | |                           |
| Wedstrijddetails                                                                             | Thuisploeg                                          | Uitslag                       | Uitploeg                      | Opstelling | Kaarten                   |
| 1/16e finale                                                                                 |                                                     |                               |                               | |                           |
| 2 februari 2021 20:00 Sportcentrum Tessenderlo Tessenderlo                                   | Thes Sport (1e nat.)                                | 0 – 5 (regl.)                 | KRC Genk                      | |                           |
| 2 februari 2021 20:00 Sportcentrum Tessenderlo Tessenderlo                                   |                                                     |                               |                               | |                           |
| Achtste finale                                                                               |                                                     |                               |                               | |                           |
| 10 februari 2021 18:00 Luminus Arena Genk Ref.: Alexandre Boucaut Toeschouwers: 0            | KRC Genk                                            | 1 – 0                         | STVV                          | Vandevoordt Muñoz, Cuesta, McKenzie, Uronen Thorstvedt (56' Hrošovský), Toma, Heynen Ito, Onuachu, Bongonda                  | 24' Thorstvedt            |
| 10 februari 2021 18:00 Luminus Arena Genk Ref.: Alexandre Boucaut Toeschouwers: 0            | Onuachu 87'                                         | 1 – 0                         |                               | Vandevoordt Muñoz, Cuesta, McKenzie, Uronen Thorstvedt (56' Hrošovský), Toma, Heynen Ito, Onuachu, Bongonda                  | 24' Thorstvedt            |
| Kwartfinale                                                                                  |                                                     |                               |                               | |                           |
| 4 maart 2021 18:00 Luminus Arena Genk Ref.: Nicolas Laforge Toeschouwers: 0                  | KRC Genk                                            | 4 – 1                         | KV Mechelen                   | Vandevoordt Muñoz, Cuesta, Lucumí, Arteaga Hrošovský, Thorstvedt (85' Toma), Heynen Ito, Dessers, Oyen (75' Bongonda)        |                           |
| 4 maart 2021 18:00 Luminus Arena Genk Ref.: Nicolas Laforge Toeschouwers: 0                  | Thorstvedt 2' Muñoz 10' Thorstvedt 64' Bongonda 85' | 1 – 0 2 – 0 3 – 0 3 – 1 4 – 1 | 82' Mrabti                    | Vandevoordt Muñoz, Cuesta, Lucumí, Arteaga Hrošovský, Thorstvedt (85' Toma), Heynen Ito, Dessers, Oyen (75' Bongonda)        |                           |
| Halve finale                                                                                 |                                                     |                               |                               | |                           |
| 14 maart 2021 20:45 Lotto Park Anderlecht Ref.: Jonathan Lardot Toeschouwers: 0              | Anderlecht                                          | 1 – 2                         | KRC Genk                      | Vandevoordt Muñoz, Cuesta, Lucumí, Arteaga Hrošovský, Thorstvedt, Heynen Ito, Onuachu (81' Dessers), Bongonda (73' McKenzie) | 71' Lucumí 89' Thorstvedt |
| 14 maart 2021 20:45 Lotto Park Anderlecht Ref.: Jonathan Lardot Toeschouwers: 0              | Trebel 73'                                          | 0 – 1 0 – 2 1 – 2             | 17' Onuachu 59' (e.d.) Miazga | Vandevoordt Muñoz, Cuesta, Lucumí, Arteaga Hrošovský, Thorstvedt, Heynen Ito, Onuachu (81' Dessers), Bongonda (73' McKenzie) | 71' Lucumí 89' Thorstvedt |
| Finale                                                                                       |                                                     |                               |                               | |                           |
| 25 april 2021 20:45 Koning Boudewijnstadion Brussel Ref.: Bram Van Driessche Toeschouwers: 0 | Standard Luik                                       | 1 – 2                         | KRC Genk                      | Vandevoordt Muñoz, Cuesta, Lucumí, Arteaga Hrošovský, Thorstvedt (87' McKenzie), Heynen Ito, Onuachu, Bongonda               | 56' Muñoz 90' Hrošovský   |
| 25 april 2021 20:45 Koning Boudewijnstadion Brussel Ref.: Bram Van Driessche Toeschouwers: 0 | Muleka 84'                                          | 0 – 1 0 – 2 1 – 2             | 48' Ito 80' Bongonda          | Vandevoordt Muñoz, Cuesta, Lucumí, Arteaga Hrošovský, Thorstvedt (87' McKenzie), Heynen Ito, Onuachu, Bongonda               | 56' Muñoz 90' Hrošovský   |